# 151 North Franklin
151 North Franklin (oficialmente llamado CNA Center) es un rascacielos ubicado en 151 North Franklin Avenue en el Loop de Chicago (Estados Unidos). Fue completado en 2018 y tiene una altura de 173 m. Tiene 35 pisos y está situado en la esquina noreste de West Randolph Street y North Franklin Avenue. Es la sede corporativa actual del inquilino del mismo nombre CNA Insurance, que ha tenido su sede en el Loop desde 1900. También alberga grandes espacios de oficinas para Facebook y el bufete de abogados Hinshaw & Culbertson.

## Historia
La visión del edificio se hizo pública por primera vez en 2013 cuando se utilizaron las representaciones para un edificio de 30 pisos del desarrollador John Buck diseñado por John Ronan. En noviembre de 2013, Buck anunció 145 millones de dólares de financiamiento de capital para un edificio de 36 pisos con 76 645 m²  de espacio para oficinas.
En febrero de 2015, el bufete de abogados Freeborn & Peters (el vigésimo segundo más grande de Chicago) firmó una carta de intención de cinco pisos por 15 años. Ese mayo, el bufete de abogados Hinshaw & Culbertson (el decimocuarto más grande de Chicago) firmó un contrato de arrendamiento en el edificio. En agosto de 2015, Freeborn & Peters aceptó una oferta para permanecer en 311 South Wacker Drive, pero Buck siguió adelante con la solicitud de permisos de demolición para Walgreens en ese lugar. En diciembre de 2015, CNA Insurance decidió trasladar su sede del CNA Center de 44 pisos en 333 South Wabash que había sido propiedad desde su debut en 1972 al nuevo edificio del CNA Center. El plan incluía vender el antiguo edificio a Buck por 108 millones de dólares, arrendar temporalmente espacio en ese edificio hasta mudarse al espacio recién arrendado con señalización y derechos de nombre. En ese momento, los Walgreens en el sitio habían sido demolidos y se esperaba que la construcción comenzara pronto. Northern Trust firmaría para consolidar muchas de sus oficinas en el antiguo CNA Center, que iba a ser renombrado por Northern Trust.
En junio de 2018, 151 North Franklin se convirtió en la nueva sede corporativa de CNA Insurance, que tiene su sede en Chicago Loop desde 1900. La sede de Prior Loop incluía las siguientes ubicaciones: Metropolitan Tower (Continental Center I entre 1943 y 1962 en 310 South Michigan Avenue), 55 East Jackson Boulevard (Continental Center II desde 1962 a 1972) y CNA Center (Continental Center III desde 1972 a 2018 en 333 Avenida Wabash Sur). Facebook firmó un gran contrato de arrendamiento en el edificio en julio de 2018.

## Características
El edificio tiene un diseño de oficina abierta sin columnas con muchos elementos modernos que rinden homenaje al ángulo de 70 grados del logotipo de la CNA. El crítico del Chicago Tribune, Blair Kamin, elogió la base al aire libre, pero sintió que gran parte del resto del exterior vidrioso era evidencia de limitaciones presupuestarias.